# Ommatius ornatipes
Ommatius ornatipes är en tvåvingeart som beskrevs av Becker 1926. Ommatius ornatipes ingår i släktet Ommatius och familjen rovflugor. Inga underarter finns listade i Catalogue of Life.